# Stazione di Reggio di Calabria Gallico
Stazione di Reggio di Calabria Gallico vasútállomás Olaszországban, Calabria régióban, Reggio Calabria településen.

## Vasútvonalak
Az állomást az alábbi vasútvonalak érintik:
- Battipaglia–Reggio di Calabria-vasútvonal

## Kapcsolódó állomások
A vasútállomáshoz az alábbi állomások vannak a legközelebb:
- Stazione di Reggio di Calabria Catona
- Stazione di Reggio di Calabria Archi